# Terminalia richii
Terminalia richii är en tvåhjärtbladig växtart som beskrevs av Asa Gray. Terminalia richii ingår i släktet Terminalia och familjen Combretaceae. Inga underarter finns listade i Catalogue of Life.